# Acanthopagrus butcheri
 Acanthopagrus butcheri és un peix teleosti de la família dels espàrids i de l'ordre dels perciformes.

## Morfologia
Pot arribar als 60 cm de llargària total.

## Distribució geogràfica
És un endemisme de les costes del sud d'Austràlia.